# Madame Cavé
Pour les articles homonymes, voir Cavé.
Madame Cavé, née Marie-Élisabeth Blavot à Paris en 1806 et morte à Neuilly-sur-Seine le 15 octobre 1883, est une artiste peintre et enseignante de dessin française.
Elle épousa son cousin le peintre Clément Boulanger qui mourut en 1842, puis le directeur des arts Edmond Cavé, dont elle resta veuve en 1852.
Connue pendant la monarchie de Juillet comme Madame Cavé à cause des fonctions officielles de son mari, elle entretenait de bons rapports tant avec les néoclassiques admirateurs d'Ingres qu'avec les romantiques qui se reconnaissaient en Eugène Delacroix, dont elle était amie. Elle enseigna le dessin aux jeunes filles à partir de 1836 et publia sous le second Empire deux plaquettes didactiques sur le dessin et la couleur, et, plus tard, des réflexions sur la conduite et la place des femmes dans la société.

## Biographie
Fille de rentiers, Marie-Élisabeth Blavot naît début 1806, dans une famille apparentée au général Leclerc, époux de Pauline Bonaparte. Élevée dans une pension de jeunes filles, ses parents étant morts en 1812 et 1813, elle apprend le dessin et l'aquarelle avec Camille Roqueplan, puis la peinture de genre avec Clément Boulanger, un élève d'Ingres, dont le maître fera son portrait vers 1830. Elle épousera Clément Boulanger en 1831 après avoir eu de lui un fils, Albert, né à Rome en 1830. Dans sa jeunesse, elle se fait aussi appeler Marie Monchablon, du nom de sa mère.
Elle mène une carrière de peintre ininterrompue jusqu'en 1855. Elle obtient une médaille de 3e classe au Salon en 1836. La même année, elle donne des cours de dessin et de peinture dans une école de jeunes filles.
En 1833, elle rencontre Eugène Delacroix à un bal. Il lui offre en 1837 un petit tableau, Charles Quint au monastère de Yuste (18 × 26 cm). Ils voyagent en Flandre en 1839. Ils resteront proches jusqu'à la mort du peintre.
Après la mort de Clément Boulanger, à Magnésie en Turquie où il avait obtenu un poste d'artiste au service de la mission archéologique dirigée par Charles Texier, le 28 septembre 1842, elle se remarie à Edmond Cavé, son aîné d'une dizaine d'années, en 1843. Elle publie en 1850 sa méthode d'apprentissage du dessin, Le dessin sans maître, et ouvre son propre cours de dessin la même année.
Veuve en 1852, elle poursuit son activité d'enseignement et ses publications sous le nom de Madame Cavé, et obtenant plusieurs commandes officielles pour des peintures d'église.
Marie-Élisabeth Cavé est présente au Salon et appréciée par la critique avant son mariage au Directeur des Beaux-arts Cavé, et sa carrière, ainsi que les commandes officielles, se poursuivent après que la révolution de 1848 a coûté à son mari son poste, et après la mort de celui-ci. D'autres auteurs attribuent la notoriété de Madame Cavé à ses relations intimes avec Delacroix. Marie-Élisabeth Blavot, puis Boulanger, puis Cavé fut en relation avec tout le milieu artistique parisien de son époque.

### Peinture
Elle paraît plusieurs fois au Salon, avec une critique assez favorable, qui la loue de ne pas être sortie de son rôle et de son talent de femme. Elle-même écrira dans son Le dessin sans maître de 1850 : « car trop souvent des idées de grande peinture, de peinture d'histoire, comme on dit de nos jours, viennent troubler [l'esprit des jeunes filles]. L'ambition d'égaler les hommes, de rivaliser avec eux, les perd. ». En 1847, elle présente des tableaux montrant des enfants ; « sa touche est légère et sa couleur lumineuse : elle aime les belles étoffes chatoyantes et les ajustements coquets, et le luxe des parures des anciennes cours ».
En 1863, elle expose des « aquarelles vigoureuses, hautes en couleur et d'une énergie toute masculine » à l'exposition permanente organisée à partir de cette année.

### Pédagogie
Elle écrit d'abord un ouvrage d'enseignement artistique, Le dessin sans maître (1850), qui expose la Méthode Cavé, qu'elle dit avoir mis au point dans son enseignement depuis 1847. Il s'agit d'exercer la mémoire visuelle, aptitude de base pour le dessin en utilisant l'écran de gaze qu'avait proposé l'artiste lyonnais Amaranthe Roulliet. Eugène Delacroix écrit une critique favorable dans la Revue des Deux Mondes de septembre 1850. Une commission officielle approuvera sa méthode en 1850, ainsi que celle de  Lecoq de Boisbaudran, très différente, bien qu'appuyée sur le même argument. Le ministère de l'Instruction publique mit la méthode Cavé à l'essai dans les écoles normales primaires de Caen et de Douai en 1862, et, plus tard la même année, à celle de Chartres, avec des résultats jugés assez satisfaisants pour en recommander l'adoption dans les autres écoles normales. 
Madame Cavé écrit ensuite L'aquarelle sans maître, où elle traite de la couleur. Ces deux petits livres mêlent une méthode d'apprentissage, des conseils pratiques, des réflexions d'ordre théorique sur l'art et les métiers artistiques, et des moralités sur la place des femmes dans la société. Les ouvrages qu'elle publie ensuite ne contiendront plus que des considérations morales.

### Œuvres sociales
Passé la soixantaine, veuve, toujours connue comme Madame Cavé, elle semble avoir abandonné la peinture. Elle fonde en 1866 une société dont le but est de permettre aux femmes tombées dans la pauvreté et qui « ne sont pas habituées à la misère » de vivre de leur travail, la « Corporation des abeilles ». Elles pouvaient y apporter des « ouvrages de dame » vendues ensuite à des personnes de la société.

### Personnage de roman
Alexandre Dumas (père) en fait un personnage dans un chapitre de ses mémoires, publiés entre 1852 et 1856, où s'entremêlent des faits qui concordent avec la documentation historique, d'autres qui la contredisent ou sont incohérents, et pour la plus grande partie invérifiables. Elle y apparaît comme la folle jeunesse romantique, artiste épouse et cousine de son premier mari, Clément Boulanger, auquel le chapitre, initialement publié dans le journal d'Alexandre Dumas Le Mousquetaire le 9 décembre 1853, puis dans la revue L'Artiste en 1856, est consacré.

## Œuvres
« Cavé (Mme veuve, épouse en premières noces du peintre Clément Boulanger ; née Marie-Elisabeth Blavot) ; peintre ; élève de Camille Roqueplan ; née à Paris en 1810 ; médailles 3e classe 1836 ; 2e classe 1839. Sous le nom de Boulanger S. 1835. Jeune enfant pleurant une chèvre, sa nourrice ; aquarelle. S. 1838. Jean-Jacques fait le bonheur de petits savoyards en leur donnant de l'argent pour acheter des pommes ; aquarelle. La pauvre femme ; aquarelle. Berquin surprenant deux petites filles qui lisent son Ami des Enfants ; aquarelle. Bernardin de Saint-Pierre causant avec de bons paysans ; aquarelle. – S. 1837. Les enfants du moissonneur ; le matin de Noël ; les œufs de Pâques ; mort de Geneviève; aquarelles. – S. 1838. Sujet tire de Jocelyn ; le bon ange ; le mauvais ange ; Voltaire lisant Candide à Mme de Pompadour ; les premières cerises ; les enfants du pautre et les enfants du riche ; aquarelles. – S. 1839. Bataille d'Ivry aquarelle. S. 1840. Un tournoi; aquarelle. – S. 1842. Les étrennes. – Sous le nom de Cavé S. 1845. Enfance de Paul Véronèse. Episode. Plan de la bataille d'Ivry. Enfance d'Haydn (Vénerie Impériale). Enfance de Lawrence (Vénerie Impériale). – S. 1846.La consolation. Le songe. Le lever. Les premiers ennuis. Il nudino. Les bons amis. – S. 1847. Convalescence de Louis XIII aquarelle (réexposé en 1855). Un tournoi; aquarelle (réexposé en 1855; appartient à l'État). – S. 1848. Les Rois. Le mardi-gras. – S. 1849. L'orpheline et son petit frère. Le triomphe de Bacchus. Les plaisirs dp: la convalescence. – Sous 1e nom de veuve Cavé: S. 1855. Un triptyque et ses pendentifs représentant les sept Sacrements (fi l'État). La sainte Vierge après la mort de Notre -Seigneur Jésus-Christ (musée de Rouen). – Mme Cave est membre de l'Académie des Beaux-Arts d'Amsterdam, et a publié La couleur, Paris, Pion, 1863, in-8°. Le dessin sans maître, méthode Cavé, pour apprendre à dessiner de mémoire, Paris, Philipon, 1857, in-8° (4e édition). L'aquarelle sans maître, méthode pour apprendre l'harmonie des couleurs.
Paris, Philipon, 1856, in-8°. »

— Émile Bellier de La Chavignerie, Dictionnaire général des artistes de l’école française…, 1870.

### Peinture
- La Conversation auprès du lit (attribution), dessin aquarellé, Dijon, musée Magnin.
- Les Derniers Moments (attribution), dessin aquarellé, Dijon, musée Magnin.
- La Bataille d'Ivry, aquarelle, Paris, musée du Louvre.
- Louis XIII, vainqueur d'un tournoi au Louvre, aquarelle, Paris, musée du Louvre.
- La Vision de la Vierge, peinture, Rouen, musée des Beaux-Arts.
- Le Sommeil de la Vierge, peinture, Rouen, musée des Beaux-Arts.

Œuvres de Marie-Élisabeth Boulanger
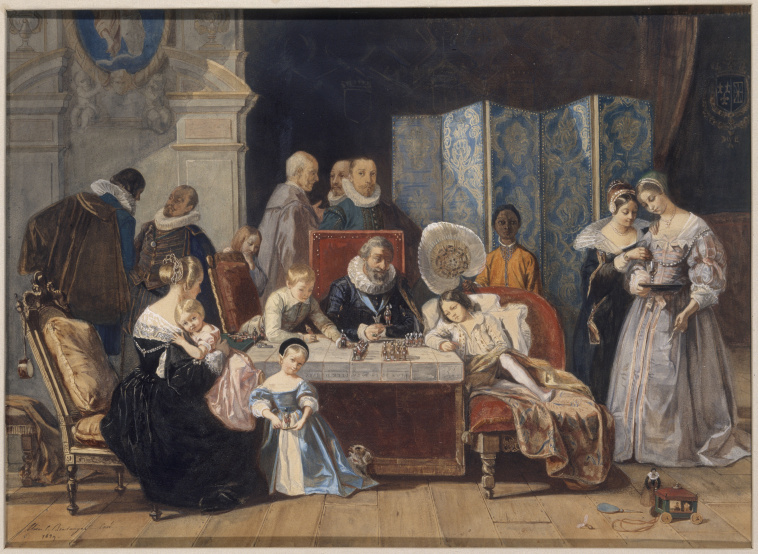
La Bataille d'Ivry, Paris, musée du Louvre.
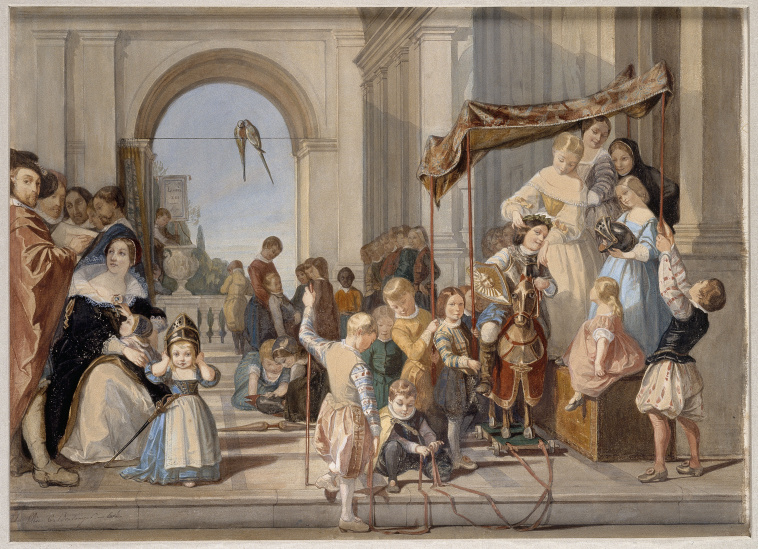
Louis XIII vainqueur d'un tournoi au Louvre, Paris, musée du Louvre.
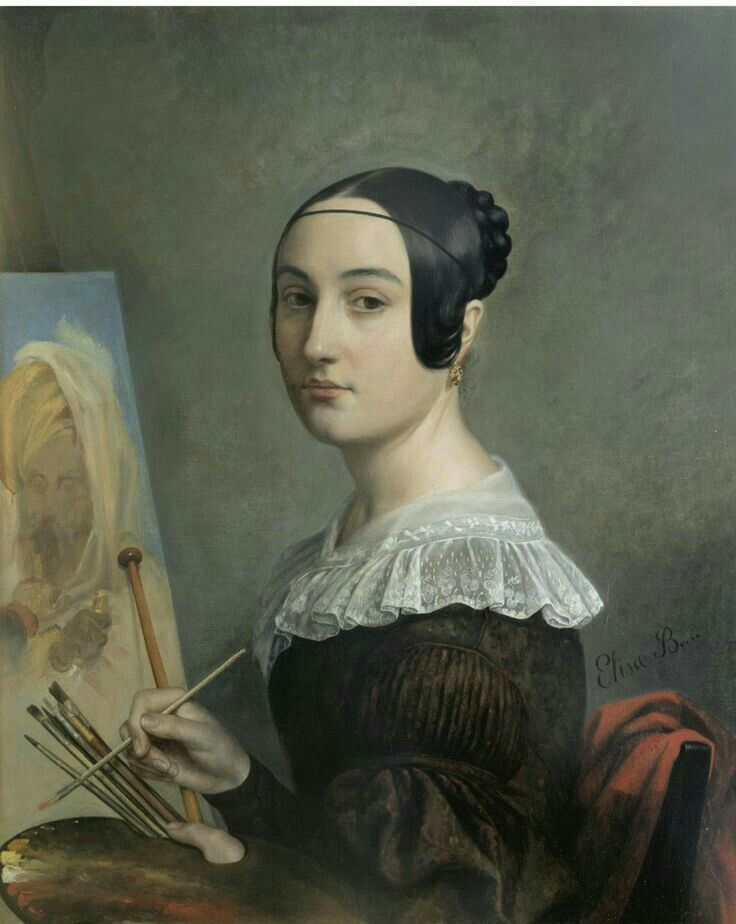
Autoportrait, localisation inconnue.

### Illustrations
- François de Harlay (par l'ordre de Monseigneur) et Élise Boulanger (illustrations), Catéchisme, ou Abrégé de la foi, L. Curmer, 1842 (lire en ligne).

### Publications
- Cours de dessin sans maître, Paris, [s.d.], In-fol.
- Le Dessin sans maître, méthode pour apprendre à dessiner de mémoire, Paris : Susse frères, 1850, in-8°, VIII-82 p., front. et pl. gravés ; 2e éd. Paris : Aubert 1852, 3e éd. Paris : Aubert 1852 ; 4e éd. Paris : bureau du Journal amusant, 1857, in-8o, 134 p. ; Abrégé de la méthode Cavé pour apprendre à dessiner, Paris : H. Plon, (1860), in-12°, 71 p. ; Abrégé de la méthode Cavé pour apprendre à dessiner… précédé des rapports de l'inspecteur général des beaux-arts (F. Cottereau) et de M. Delacroix, Paris : H. Plon, (1862), in-12°, 71 p.
- L'Aquarelle sans maître, méthode pour apprendre l'harmonie des couleurs (2e partie du Dessin sans maître), Paris : impr. de N. Chaix, 1851, in-8o, XIII-132 p., front. et pl. gravés ; 2e éd. Paris : Philippon fils, 1856, in-8°, 132 p., fig ; 3e éd. titrée La Couleur (« Ouvrage approuvé par M. Eugène Delacroix pour apprendre la peinture à l'huile et à l'aquarelle »), Paris : H. Plon, 1863 lire en ligne.
- La Religion dans le monde, conseils à ma filleule, Paris : H. Plon, 1855, in-12°, 212 p. et pl. ; 2e éd. Ibid., 1862.
- La Femme aujourd'hui, la femme autrefois, Paris : H. Plon, 1863, in-8o, VI-288 p. et front. gravé.
- Beauté physique de la femme, Paris : P. Leloup, (1868), in-32°, 128 p.
- Drawing from memory, traduit de la 4e éd. du Dessin sans maître, New York : Putnam & son, 1869 lire en ligne.
- La Vierge Marie et la femme, Paris : C. Dillet, 1875.